# 1930년 전국체육대회 역도
1930년 전국체육대회 역도는 일제강점기 조선 경성부에서 개최된 1930년 전국체육대회의 경기 종목이다. '제1회 전조선역기대회'로 개최되었으며 1930년 11월 8일에 천도교기념관에서 개최되었다.

## 대회 진행
조선체육회는 1930년 11월 8일에 일제강점기 조선 경성부 경운동에 있는 천도교기념관에서 제1회 전조선역기대회를 조선일보와 공동으로 개최했다. 경량급 종목에는 선수 11명이 출전하여 장삼현이 우승하였고, 중량급 종목에서는 선수 12명이 참가하여 원희득이 우승했다.

## 경기 결과

### 경량급
| 순위 | 선수   | 소속 | 기록 | 비고 |
| ---- | ------ | ---- | ---- | ---- |
| 1    | 장삼현 | 불명 | 불명 |      |
| 2    | 정희승 | 불명 | 불명 |      |
| 3    | 백용기 | 불명 | 불명 |      |
| 4-11 | 불명   | 불명 | 불명 |      |

### 중량급
| 순위 | 선수   | 소속 | 기록 | 비고 |
| ---- | ------ | ---- | ---- | ---- |
| 1    | 원희득 | 불명 | 불명 |      |
| 2    | 김장학 | 불명 | 불명 |      |
| 3    | 황대욱 | 불명 | 불명 |      |
| 4-12 | 불명   | 불명 | 불명 |      |

## 참고 문헌
- 대한체육회 (1990). 《대한체육회 70년사》.
- 대한체육회 (2011). 《대한체육회 90년사》.
- “제11회 전국체육대회 역도 경기 결과”. 대한체육회.[깨진 링크(과거 내용 찾기)]